# 장유환
장유환(1983년 12월 15일 ~ )는 대한민국의 희극 배우이다. 호적신고 1년 늦게 주민등록상 1983년
출생는 1982년 이다

## 학력
- 홍익대학교 국제경영학과 학사
- 동작고등학교

## 연기 활동

### 예능
- SBS《웃음을 찾는 사람들》
  - 〈카리스마 유봉쌤〉 (2009)
  - 〈러브파이터〉 (2010) 입니다
  - 〈흙사랑〉(2017.01.18)
  - 〈개그우먼 홍현희〉 (2017.03.22 ~ 2017.05.31)
- KBS 2 《개그콘서트》
  - 〈소름〉산악구조대원 역
  - 〈히든캐릭터〉
  - 〈엔젤스〉회장 역
  - 〈누려〉
  - 〈사건의 전말〉봉구 역
  - 〈연애능력평가〉진행자 역
  - 〈부엉이〉
  - 〈10년 후〉
  - 〈렛잇비〉
  - 〈유.전.자 (유행어를 전파하는 자)〉
  - 〈아재씨〉
- SBS 《개그투나잇》
  - 〈더 레드〉
  - 〈그 말만은...〉
  - 〈최고의 직업〉
  - 〈남자 둘〉
  - 〈관심 좀 갖자!〉

## 유행어
- 조용히 하세요! (엔젤스)
- 잠깐만요. ooo네요! (엔젤스)
- 맞지~~ (사건의 전말)
- 장구야 우리 oo 하자! (사건의 전말)
- 문제입니다. (연애능력평가)
- 어려운 문젠데요. 문제풀이를 해주실 ooo선생님 모시겠습니다.(연애능력평가)
- oo이라고 나와있네요. (연애능력평가)
- 네 지금까지 연애능력평가 였습니다. (연애능력평가)
- 여러분 잘배우셨나요. (연애능력평가)
- 심화과정, (여러분) 결혼도 연애의 연장선이다. 그래서 준비했습니다. 부부탐구영역.(연애능력평가)
- 저기요(누려)
- 끼~약!!!!(유전자)
- 앗추!(유전자)
- 아차차차차차(유전자)
- 씹혔다 뽑혔다 뽀래(유전자)

## 수상
- 2007년 SBS 신인개그맨 선발대회 대상